# Bougillumination
La Bougillumination est un spectacle présenté au Parc Disneyland dans le cadre du 15e anniversaire de Disneyland Paris, de 2007 à 2009. Il mettait en scène les principaux personnages Disney lors de l'illumination des lumières de Main Street, USA et des bougies du Château de la Belle au bois dormant.

## Caractéristiques
- Durée : 10 minutes
- Lieu : Central Plaza
- Dates : du 31 mars 2007 au 7 mars 2009
- Horaires : variables en fonction de la saison
- Nombre maximum de spectateurs : illimité

## Histoire
- Le spectacle débute par une fanfare diffusée depuis les haut-parleurs de Main Street USA, avant que Mickey Mouse n'annonce que la fête commence. S'ensuit alors une danse dont la principale caractéristique est que la chorégraphie est basée sur des drapeaux aux couleurs bleu et or, portés par les danseurs, sur la musique Flying, thème officiel dans tous les resorts Disney du monde.
- À la fin de la danse des porteurs de drapeaux, Mickey monte sur scène et dit alors qu'il faut toujours écouter son cœur et croire en ses rêves, puis danse avec les porteurs de drapeaux (sans drapeaux) sur une musique aux sonorités rock et irlandaises.
- Une fois la danse terminée, Mickey entame un court discours sur le 15e anniversaire de Disneyland Paris et illumine les 15 bougies du Château de la Belle au Bois Dormant, à la manière de l'illumination des décorations de Noël du château, tandis que des serpentins bleus et dorés surgissent de nulle part à chaque bougie allumée. Une fois la bougie de Dumbo illuminée, la statue de Clochette projette de la poudre de fée aux alentours du château, illuminant ainsi le ciel de petites lumières.
- À la fin de l'illumination, le reste des amis de Mickey le rejoignent sur scène pour célébrer le 15e anniversaire sur la chanson Just Liked We Dreamed It, hymne des 15 ans et de la Parade des Rêves Disney. Pour finir, lors de la reprise du refrain, un "mur de serpentins" surgit de la scène, et d'autres serpentins encore apparaissent quand Mickey s'apprête à descendre de la scène lors de la deuxième reprise.

Depuis le 5 août 2008, la Bougillumination est allégée, et cela jusqu'au 7 mars 2009, excepté lors de la prochaine saison de Noël et probablement lors de la saison d'Halloween 2008. Initialement, il était prévu que Mickey et Minnie apparaissent sous le médaillon "15", à la place des statues les représentant ; ils apparaissent en réalité sur la scène de Central Plaza, illuminent les bougies, et Minnie s'émerveille devant la poudre de fée de Clochette avant d'annoncer les Feux Enchantés.

## Bougillumination Enchantée
Durant les deux saisons de Noël du 15e anniversaire (de novembre 2007 à janvier 2008 et de novembre 2008 à janvier 2009), la Bougillumination est remplacée par une version adaptée aux festivités de Noël. Elle croise les caractéristiques de la Bougillumination et de la Cérémonie des Contes et Lumières (qui officiait depuis 2004).

### Caractéristiques
- Durée : 15 minutes[1]
- Lieu : Central Plaza
- Dates : du 10 novembre 2007 au 6 janvier 2008 et durant la saison de Noël 2008/2009.
- Horaires : du 10 au 30 novembre 2007, à 18h en semaine et à 19h30 du vendredi au dimanche. Du 1er décembre 2007 au 6 janvier 2008, à 19h30 tous les soirs.
- Nombre maximum de spectateurs : illimité, puisque le spectacle se déroule en extérieur

### Histoire
- La première partie débute par des chants de Noël chantés par les amis de Mickey, pendant qu'ils montent un petit sapin de Noël qu'ils comptent allumer. Sont interprétés en versions courtesChante, c'est Noël (l'hymne des célébrations de Noël de Disneyland Paris), Deck the Halls, Gingle Bells et sa version française Vive le vent, Petit Papa Noël (interprété par Minnie Mouse) Santa Claus Is Coming to Town et son remix Mickey Mouse is coming to town. C'est d'ailleurs pendant cette dernière chanson que Donald Duck et Dingo branchent la prise de leur sapin, faisant sauter les plombs de tout Main Street USA.
- Mickey arrive alors (puisqu'il a été annoncé par la chanson Mickey Mouse is coming to town) sur scène et prononce un court discours sur le 15e anniversaire avant d'illuminer les 15 bougies du château. Toutefois, la statue de Clochette ne projette pas de poudre de fée dans le ciel.
- Mickey déclare alors que les surprises ne font que commencer, et les quatre couples princiers principaux de Disney (Blanche-Neige et les Sept Nains sans les nains, Cendrillon, La Belle au bois dormant et La Belle et la Bête accompagnés de leurs princes respectifs, la Bête étant sous forme humaine) montent sur scène et dansent au son de la chanson One Man's Dream, issue d'un spectacle du même nom à Tokyo Disney Resort.
- Après cette danse, Mickey et ses amis remontent sur scène en lieu et place des coules princiers et font place à Clochette, qui illumine alors l'immense sapin de Noël situé à l'entrée du Parc Disneyland, puis qui créée une symphonie de lumières grâce aux chandeliers/portes-drapeaux de Noël sur toute l'avenue de Main Street. Hélas, ces deux illuminations nécessitant d'être pile dans l'axe de Main Street, un grand nombre de visiteurs ne peuvent voir cela, et le fait de devoir se retourner pour ceux qui sont devant la scène ou dans Main Street ne se fait pas sans l'aide des personnages Disney et de fans qui sous-entendent qu'il faut regarder le sapin de Noël et non pas le château (qui d'ailleurs est complètement éteint durant cette illumination).
- Enfin, Clochette projette dans le ciel sa poudre de fée avant d'illuminer de blanc scintillant le château de bas en haut. Une fois cette illumination terminée, Mickey et ses amis ainsi que les couples princiers célèbrent Noël et les 15 ans en dansant sur la chanson Just Liked We Dreamed It. Puis, à la fin de la reprise du refrain, des serpentins bleus et dorés sont lancés depuis la scène (mais bien sûr pas par les personnages). Tous quittent la scène pour rejoindre le château à l'exception de Mickey et Minnie qui lancent des serpentins depuis les statues de Lumière à la fin de la deuxième reprise de la chanson. Enfin, ils rejoignent le reste du groupe à l'intérieur du château, et la cérémonie s'achève avec la chanson Chante, c'est Noël.

## Remarques et notes
1. ↑  Il existe une version prévue lors de soirs de pluie, qui dure environ 5 minutes.